# Bill Cartwright

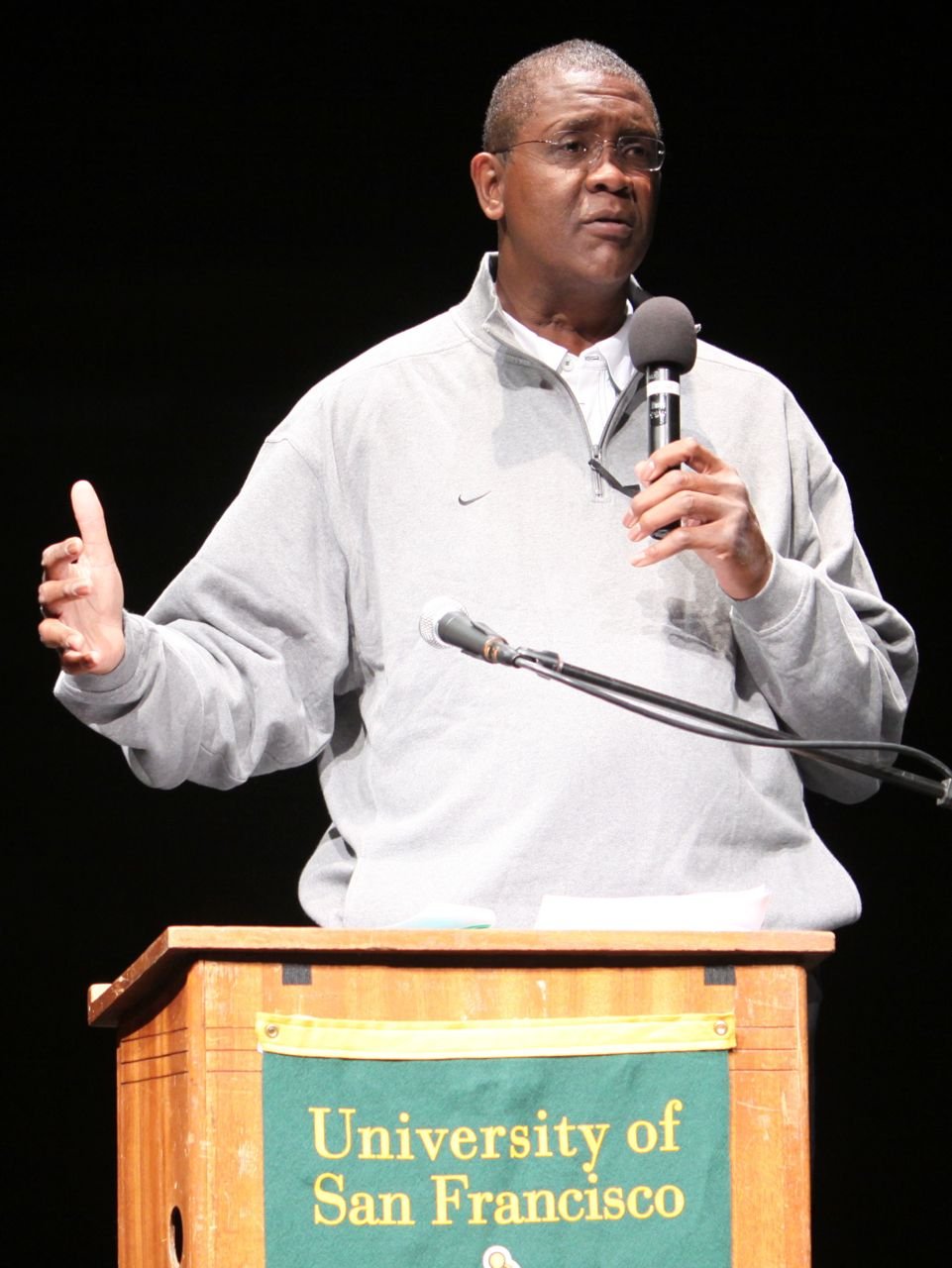
Bill Cartwright, 2011.

James William "Bill" Cartwright, född 30 juli 1957 i Lodi i Kalifornien, är en amerikansk baskettränare och före detta professionell basketspelare (C).
Han tillbringade 15 säsonger (1979–1984 och 1985–1995) i den nordamerikanska basketligan National Basketball Association (NBA), där han spelade för New York Knicks och Chicago Bulls. Under sin karriär gjorde han 12 713 poäng (13,2 poäng per match), 1 390 assists och 6 106 rebounds, räddningar från att bollen ska hamna i nätkorgen, på 963 grundspelsmatcher. Han ingick några år i Chicago Bulls dynastilag som dominerade NBA mellan 1990 och 1998, där han var med om att vinna tre av deras sex NBA-mästerskap som de bärgade under tidsperioden.
Cartwright draftades i första rundan i 1979 års draft av New York Knicks som tredje spelare totalt.
Efter spelarkarriären har han bland annat varit assisterande tränare för Chicago Bulls, New Jersey Nets och Phoenix Suns. Mellan 2001 och 2003 var han också tränare för Bulls.